# Gran Premi de l'Alcalde de Sotxi
El Gran Premi de l'Alcalde de Sotxi és una competició ciclista d'un dia que es disputa als voltants de Sotxi (Rússia). La primera edició data del 2015 ja formant part del calendari de l'UCI Europa Tour.

## Palmarès
| Any  | Vencedor         | Segon               | Tercer          |
| ---- | ---------------- | ------------------- | --------------- |
| 2015 | Serguei Firsànov | Alexander Foliforov | Artiom Ovetxkin |